# San Juan (Pamplona)
San Juan (Donibane en euskera) es un barrio que forma parte del Tercer Ensanche de la ciudad de Pamplona, Comunidad Foral de Navarra, España y se encuentra al oeste del centro de la ciudad.

## Localización
El barrio de San Juan queda delimiitado oficialmente por el río Arga, al norte; la avenida de Guipuzcoa, al este; y al sur por la avenida Pío XII hasta su encuentro con la avenida de Sancho el Fuerte, que completa con la Vaguada el límite sur del barrio.

## Historia
Mucho antes que las casas de Eguaras existían cantidad de pequeñas casas; casi todas ellas con huerta. El núcleo lo componían cuatro carreteras que eran paseo de San Juan (conocido popularmente como «la longaniza») la carretera de Barañáin, la carretera del cementerio municipal de San José y la del IES Julio Caro Baroja-La Granja.
El barrio toma su nombre de la ermita extramural, San Juan de la Cadena, situada más o menos en la bifurcación de los caminos de Barañáin y Acella (paseo de la Longaniza). La basílica daba culto a San Juan Bautista y estaba dedicada a la memoria de las cadenas del bienaventurado precursor de Jesucristo. Por eso se le llamó San Juan de la Cadena.
La primera noticia de esta ermita es de 1173, cuando el Obispo de Pamplona cede la casa y ermita de San Juan de la a los frailes hospitalarios de San Juan de Jerusalén (Orden de Malta). Lo que da al topónimo "San Juan" una antigüedad que rondará los mil años. De ahí que "San Juan" sea el nombre oficial del barrio.
Sus primeras casas fueron las de "Eguaras", a fines de los años 50 del pasado siglo y las de las calles Martín de Azpilcueta y San Alberto Magno, poco después. El barrio se empezó a construir en la década de los sesenta sobre campos de cultivos y algunos edificios de una o dos plantas diseminados por una amplia zona en torno a los antiguos caminos de Barañáin y de Azella.
En su término, estuvo hasta casi el final de la década de los sesenta, el antiguo campo de fútbol de Osasuna, llamado Campo de San Juan por esta causa.
La época en la que se desarrolló el barrio, de rápida expansión urbanística, hizo que se construyera en bloques y torres de viviendas con pocos espacios libres que conformen plazas en el sentido tradicional. Sin embargo, la calidad de la construcción y de la urbanización en general, es buena y de hecho, constituye uno de los barrios más pujantes de la ciudad.

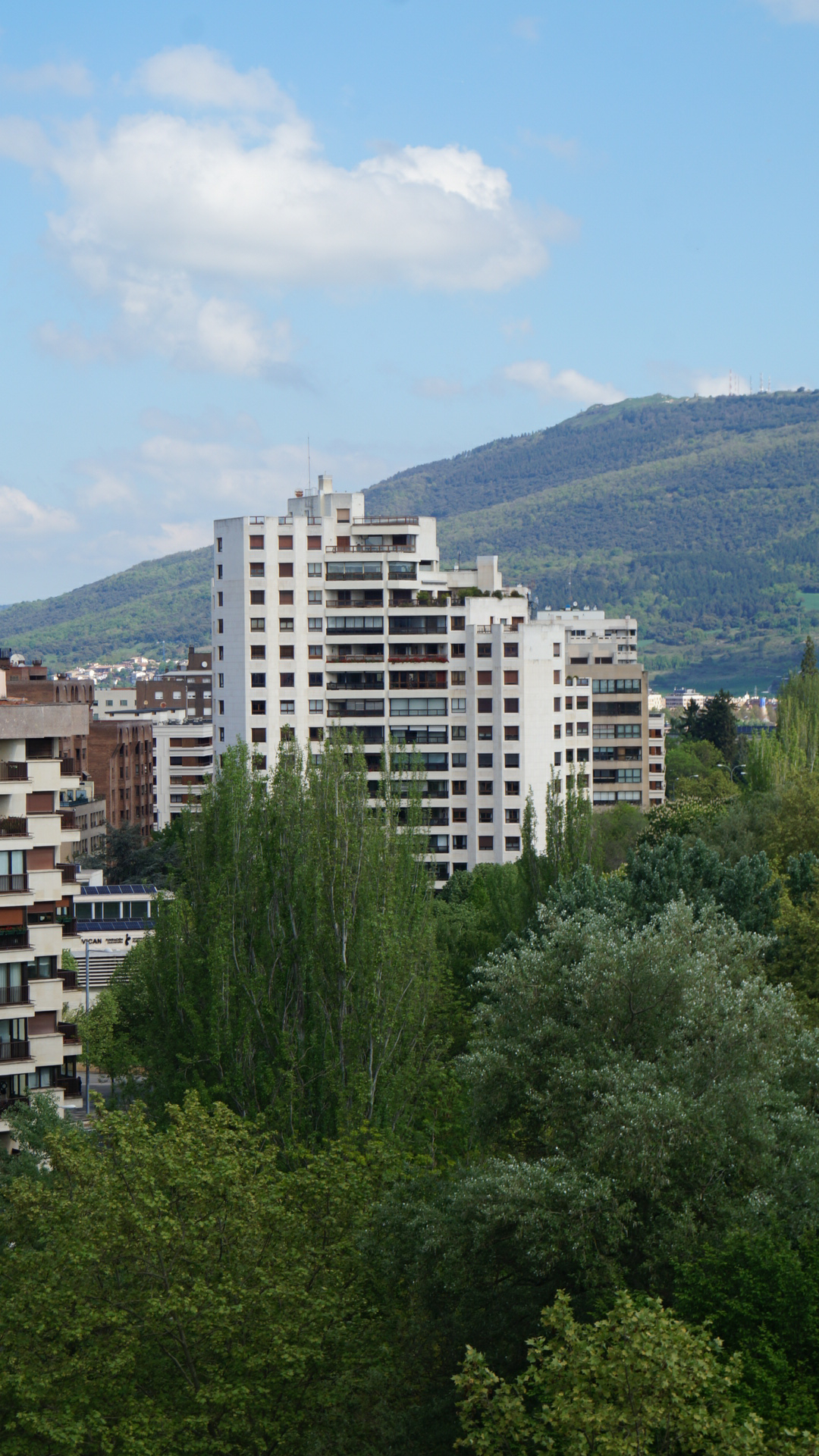
Torre de Erroz (Pamplona)

## Lugares de interés

### Edificios
- Torre de Erroz (1964). Edificio en el límite al este del barrio, junto a la antigua Circunvalación. Obra de los arquitectos Javier Guibert y Fernando Redón, es uno de los ejemplos más importantes de la arquitectura de los años 60 en Pamplona.

- Monasterio de Fitero 34 (1971). Torre concebida como "hito urbano", al final del barrio, hacia el noroeste. Proyectado por J. Capdevila y Estanislao de la Quadra Salcedo.

### Parque Yamaguchi
Situado en el extremo oeste del barrio, entre los barrios de San Juan y Ermitagaña. Es un amplio parque, de inspiración japonesa y hecho por japoneses, dedicado a una de las ciudades hermanas de Pamplona: Yamaguchi. Tiene un aire Oriental inconfundible.
Fue inaugurado en 1997, con más de 85.000 metros cuadrados, en los que pueden verse: plantas autóctonas, mezcladas con elementos orientales, tales como una azumaya (caseta de madera sobre un estanque), una playa o suhama, puentes (yatsubashi), un géiser en medio del lago, que llega a los 20 metros, y una cascada o taki.
Aquí está el Planetario de Pamplona, con una cúpula donde observar las estrellas, una de los mayores de Europa.
- Huertos urbanos

Huertos construidos en auzolan con la colaboración del Ayuntamiento de Pamplona, son un punto de encuentro en el que se quiere fomentar la diversidad del barrio. En los últimos años se ha convertido en un punto de encuentro de distintas generaciones de vecinos, en el que las personas mayores -muchas originarias de pueblos de la comunidad- transmiten su experiencia en huertas a los más jóvenes.

### Transporte urbano
Líneas del Transporte Urbano Comarcal que comunican el barrio de San Juan con el resto de la ciudad y la Cuenca de Pamplona.
| Eskualdeko Hiri Garraioa/Transporte Urbano Comarcal | | |
| Inicio                                              | Línea | Fin |
| Atarrabia/Villava                                   | 7 | Barañáin |
| Hirigunea/Centro                                    | 8 | Buztintxuri |
| Sanduzelai/San Jorge                                | 9 | Universidad Pública |
| Belosogoiti/Beloso Alto                             | 10 | Orkoien |
| Ermitagaña                                          | 12 | Mendillorri |
| Erripagaña                                          | 19 | Barañáin |
| Hirigunea/Centro                                    | N2 | Barañáin |
| Taxi de Pamplona                                    | | |
| Zona                                                | A | A |
| Estaciones                                          | Barañain etorbidea 17/Avenida Barañain nº17 La Olivako M. kalea 19/Calle M. La Oliva nº19 San Roke kalea (Epaitegiak)/Calle San Roque (Juzgados) | Barañain etorbidea 17/Avenida Barañain nº17 La Olivako M. kalea 19/Calle M. La Oliva nº19 San Roke kalea (Epaitegiak)/Calle San Roque (Juzgados) |